# Thanatus rubicundus
Thanatus rubicundus är en spindelart som beskrevs av Ludwig Carl Christian Koch 1875. Thanatus rubicundus ingår i släktet Thanatus och familjen snabblöparspindlar. Inga underarter finns listade i Catalogue of Life.